# アダム・アームストロング
アダム・ジェームズ・アームストロング（Adam James Armstrong、1997年2月10日 - ）は、イングランド・ニューカッスル・アポン・タイン出身のプロサッカー選手。サウサンプトンFC所属。ポジションは、フォワード。

## 経歴

### クラブ
9歳から地元クラブのニューカッスル・ユナイテッドFCでプレーを始め、以来順調にステップアップを重ねた。
2014年1月のプレミアリーグ・ノリッジ・シティFC戦で初めてトップチームのベンチに座り、3月のフラムFC戦で86分にルーク・デ・ヨングと交代しトップチームデビュー。カゼンガ・ルアルアに次ぎクラブ史上2番目に若い初出場を飾った。
2014年9月のリーグカップ・クリスタル・パレスFC戦で初スタメン。2アシストを記録し3-2の勝利に貢献した。
2015年7月、2016年1月までの契約でリーグ1のコヴェントリー・シティFCにレンタル移籍することが発表された。加入後初出場となったウィガン・アスレティックFC戦で早速2ゴールを挙げると、続くミルウォールFC戦、クルー・アレクサンドラFC戦でもゴールを挙げた。加入後5試合で5ゴールを挙げたことが評価され、8月の月間MVPに選出された。2016年1月のクルー・アレクサンドラFC戦で自身初のハットトリックを達成、5-0の大勝に貢献した。2016年1月、レンタル期間がシーズン終了までに延長された。シーズン終了後、リーグ1の年間ベストイレブンに選出された。
2016年8月、ニューカッスルで2試合に出場した後、チャンピオンシップのバーンズリーFCに半年間の契約でレンタル移籍することが発表された。
2017年7月、2018年1月までの契約でチャンピオンシップのボルトン・ワンダラーズFCにレンタル移籍することが発表された。
2018年8月、1月から期限付き移籍で加入していたブラックバーン・ローヴァーズFCに完全移籍。
2021年8月10日、サウサンプトンFCと4年契約を結んだ。

### 代表
各年代でイングランド代表に選出されており、UEFA U-17欧州選手権2014や2017 FIFA U-20ワールドカップなどに参加した。

## タイトル

### 代表
イングランド U-17
- UEFA U-17欧州選手権: 2014[19]

イングランド U-20
- FIFA U-20ワールドカップ: 2017

### 個人
- リーグ1月間最優秀選手: 2015年8月[20]
- リーグ1 PFA年間ベストイレブン: 2015–16